# رود خودان
رود خودان (به لاتین: Khudan) یک رود در روسیه است که در روسیه واقع شده‌است.